# Arte hiberno-sajón

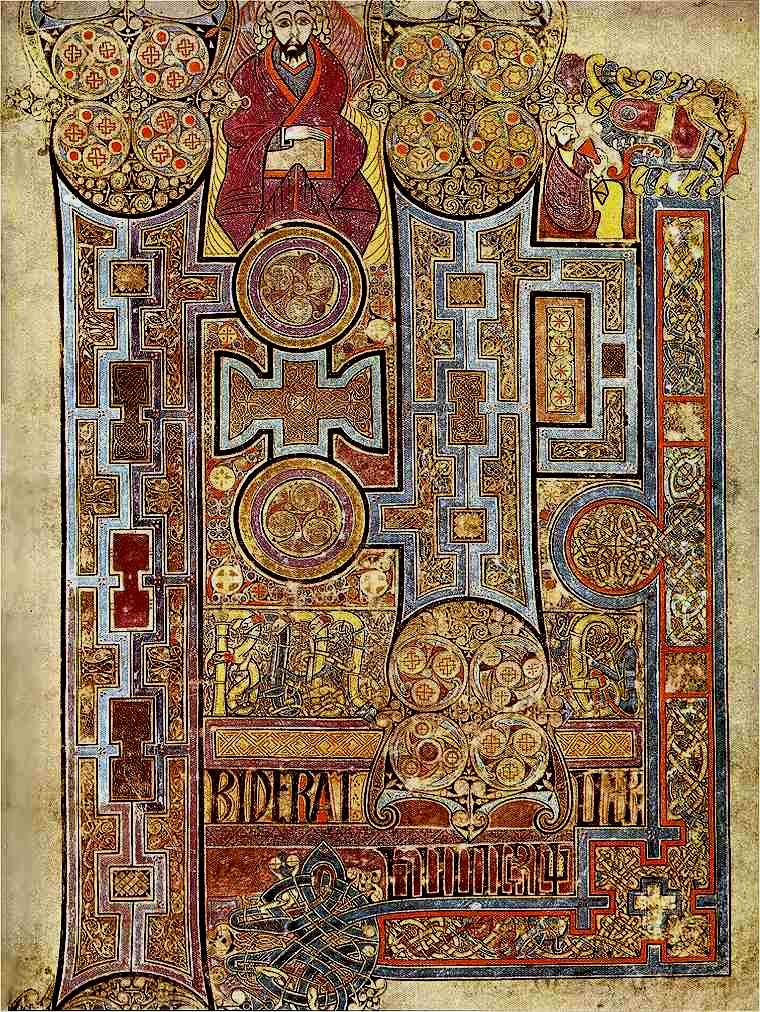
Folio 292r del Libro de Kells, con el comienzo del Evangelio de Juan.

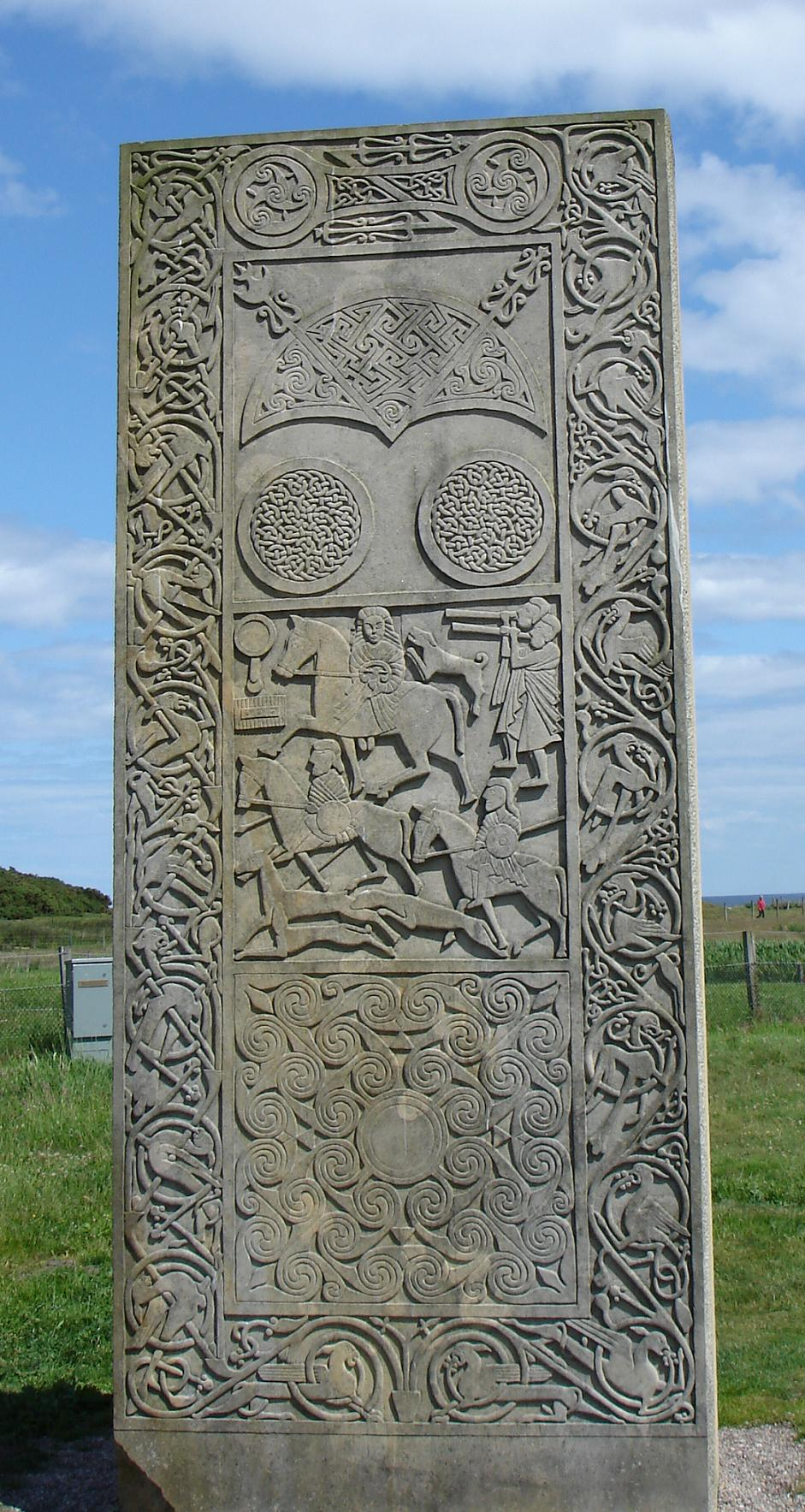
Réplica de la Hilton of Cadboll Stone, estilo Pictish Easter Ross,.

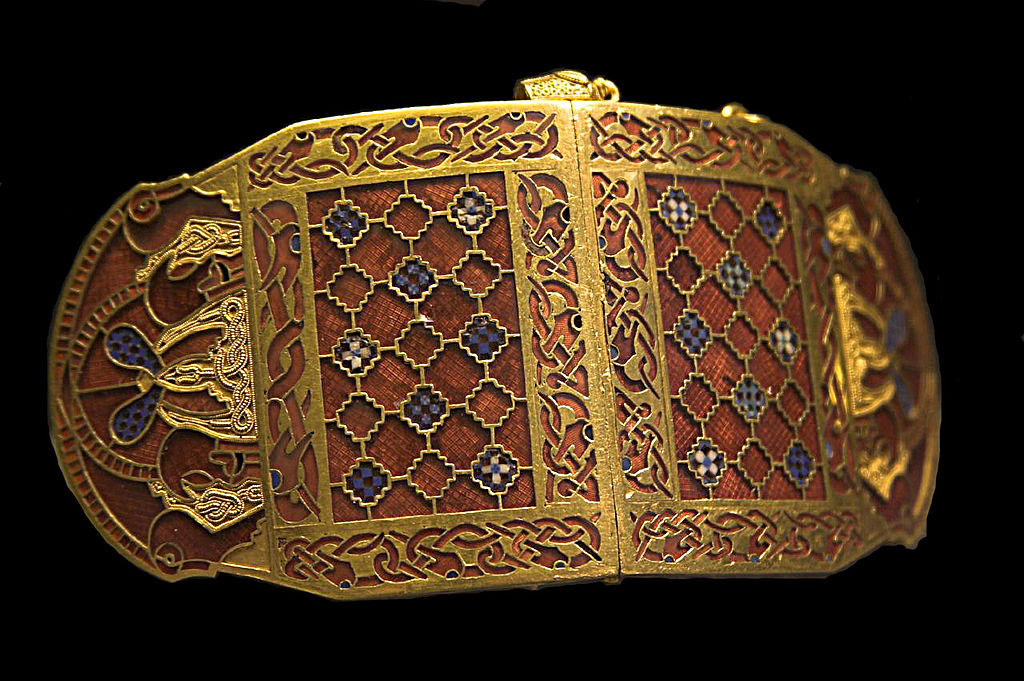
Shoulder-clasps (¿fíbula de hombro?) de oro, granate y cristal millefiori procedente de Sutton Hoo, arte anglosajón temprano, de comienzos del.

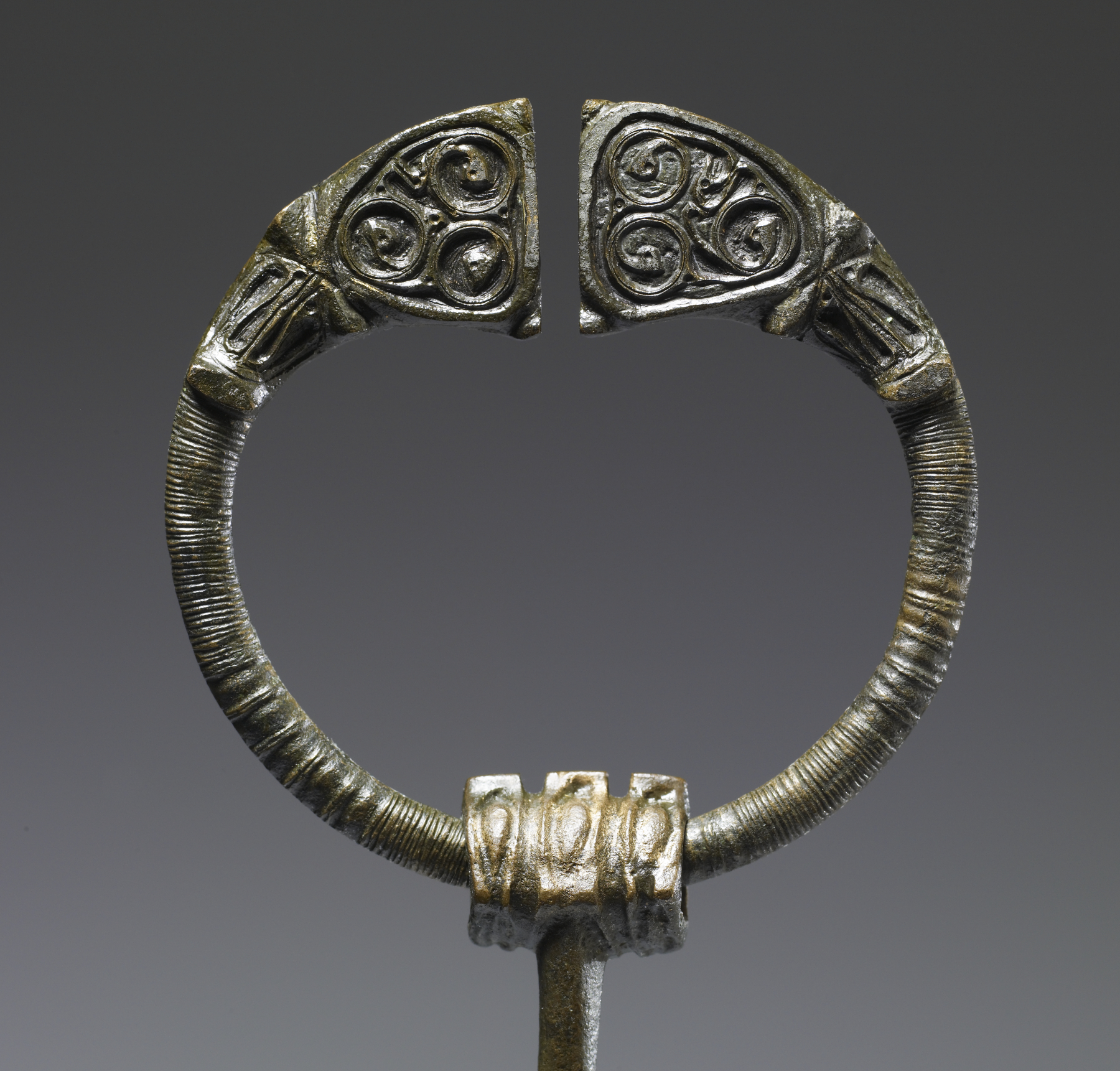
Broche penanular irlandés de bronce,.

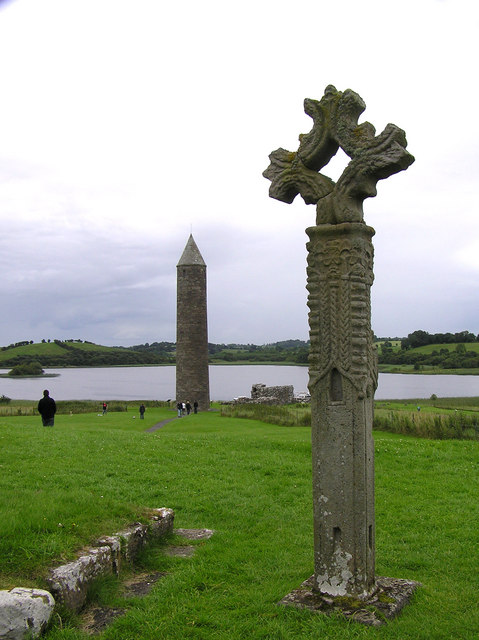
Cruz y torre redonda de Devenish, monasterio fundado en el. Las construcciones actuales son de cronología más tardía (la torre, posiblemente del, la cruz, posiblemente del).

Arte hiberno-sajón (de Hibernia -nombre latino de Irlanda- y pueblo sajón -uno de los pueblos germánicos que invadieron Gran Bretaña-), arte anglo-celta (de los pueblos anglos -compañeros de los sajones- y celtas -término genérico para un conjunto de pueblos prerromanos de Europa occidental-) o arte insular (por las islas británicas) son denominaciones historiográficas para el arte producido en las islas británicas en la Alta Edad Media. Para esa época (siglos  V al X), también denominada "época oscura" o periodo de las invasiones, posterior a la caída del Imperio romano de Occidente, la escasa producción artística de Europa occidental se suele englobar en la genérica denominación de "Prerrománico".
Los territorios "insulares" de Irlanda y Gran Bretaña, muy divididos políticamente, tuvieron en esta época una destacable unidad cultural en el predominio artístico, intelectual y socio-religioso del monacato que, sobre la base del cristianismo, fusionó los restos de la herencia clásica grecorromana con aportaciones de los pueblos germánicos y las características locales de los pueblos prerromanos autóctonos, genéricamente clasificados como "celtas" o "gaélicos".

## Formas y soportes
Los rasgos formales del estilo se originaron a partir de la orfebrería destinada a la élite secular, que hacia comienzos del siglo VII se combinó con el arte celta y el arte anglosajón. Se identifican especialmente con la decoración de entrelazado, como la hallada en Sutton Hoo (que presupone una tradición local bien establecida de la que sólo han sobrevivido pequeñas piezas), y que se aplica en otros ámbitos, como la iluminación de manuscritos, que responden a otro mundo cultural: el del Mediterráneo. Antes del siglo VII es rara la presencia de códices, aunque no así de joyería, sobre todo en Irlanda. Las primeras piedras pictas (pictish stones -véase pictos-) se datan en el siglo V.

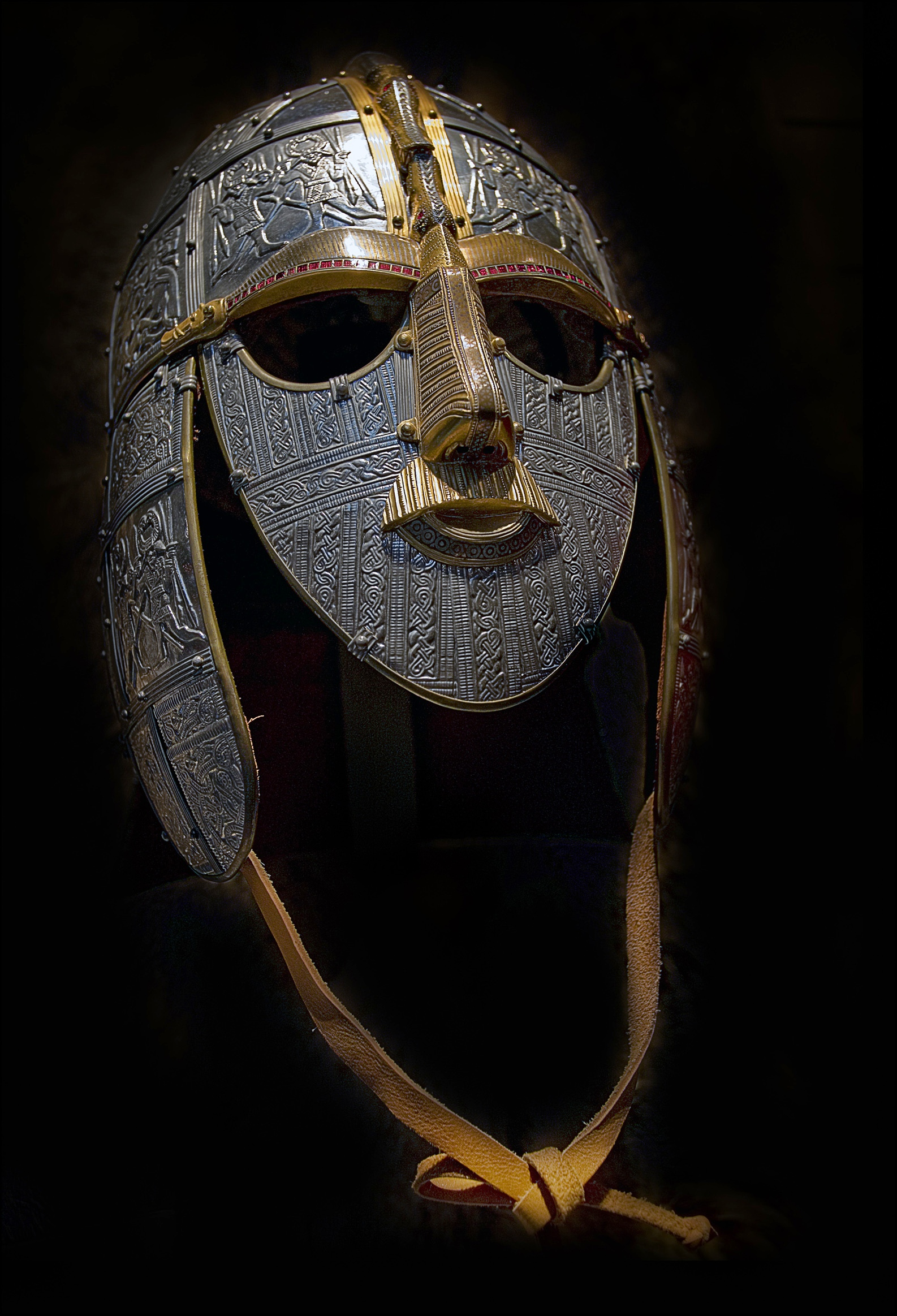
Yelmo ceremonial de Sutton Hoo.
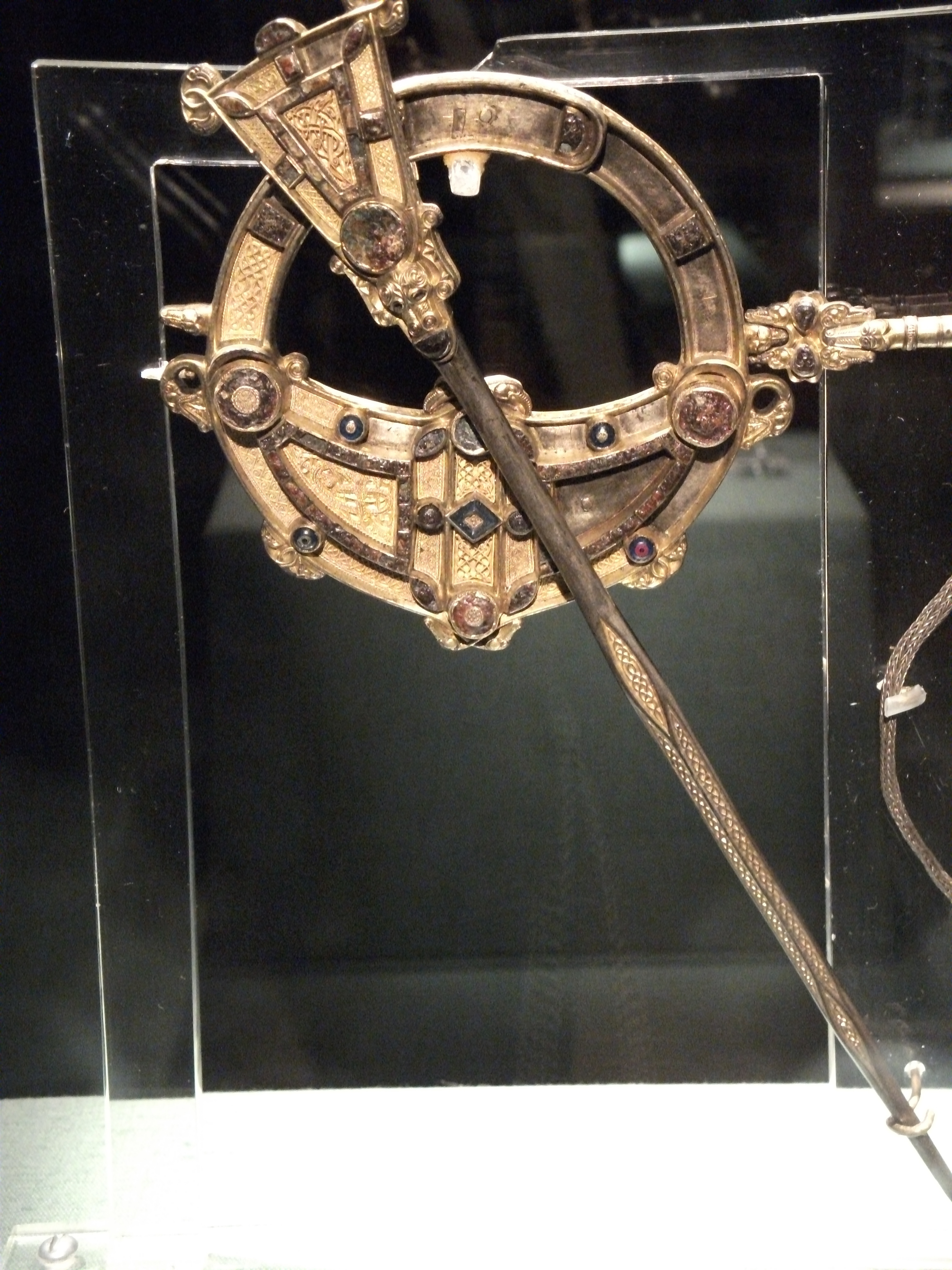
Broche de Tara, ca. 700.
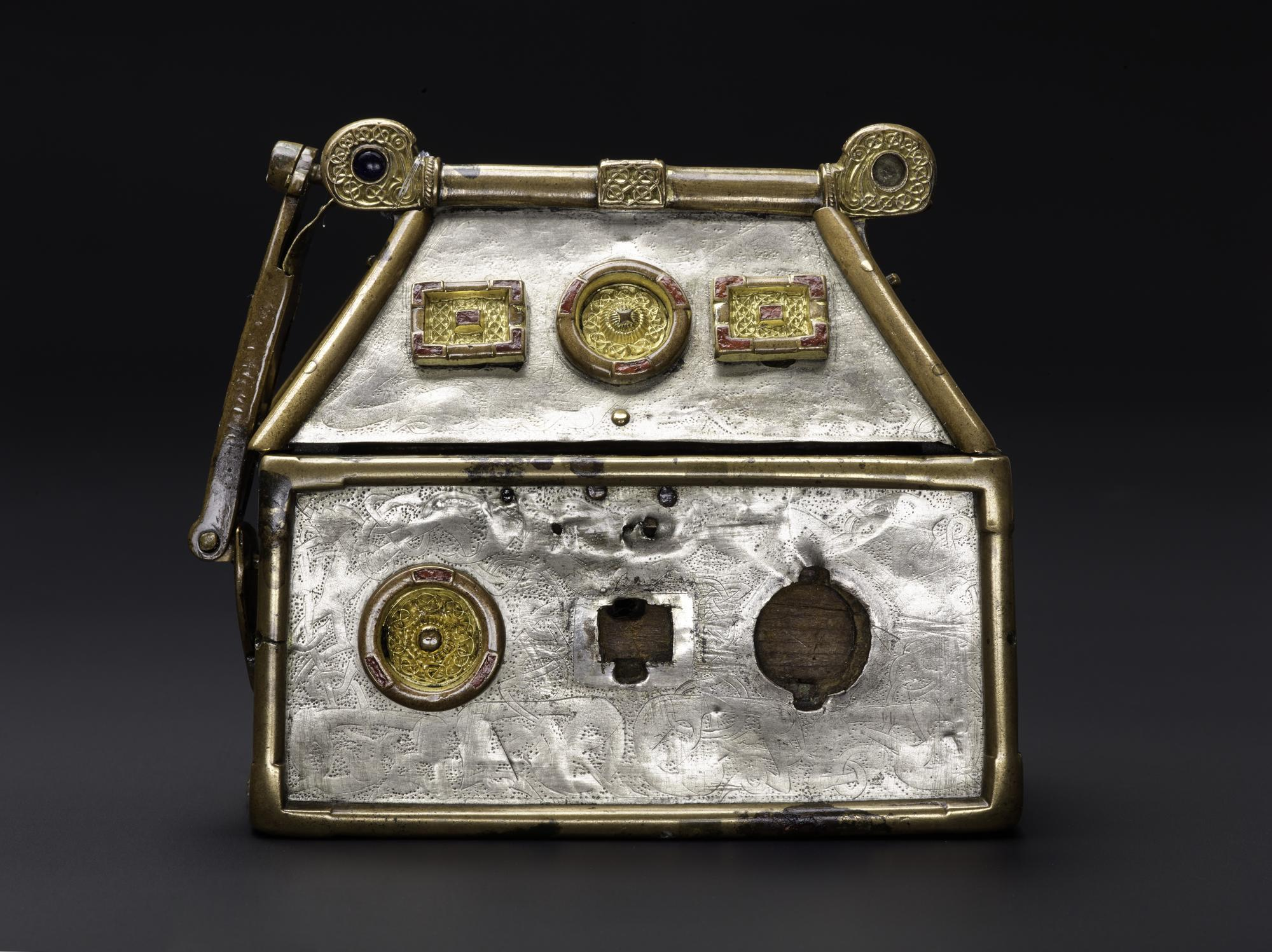
Relicario de Monymusk, ca. 750.
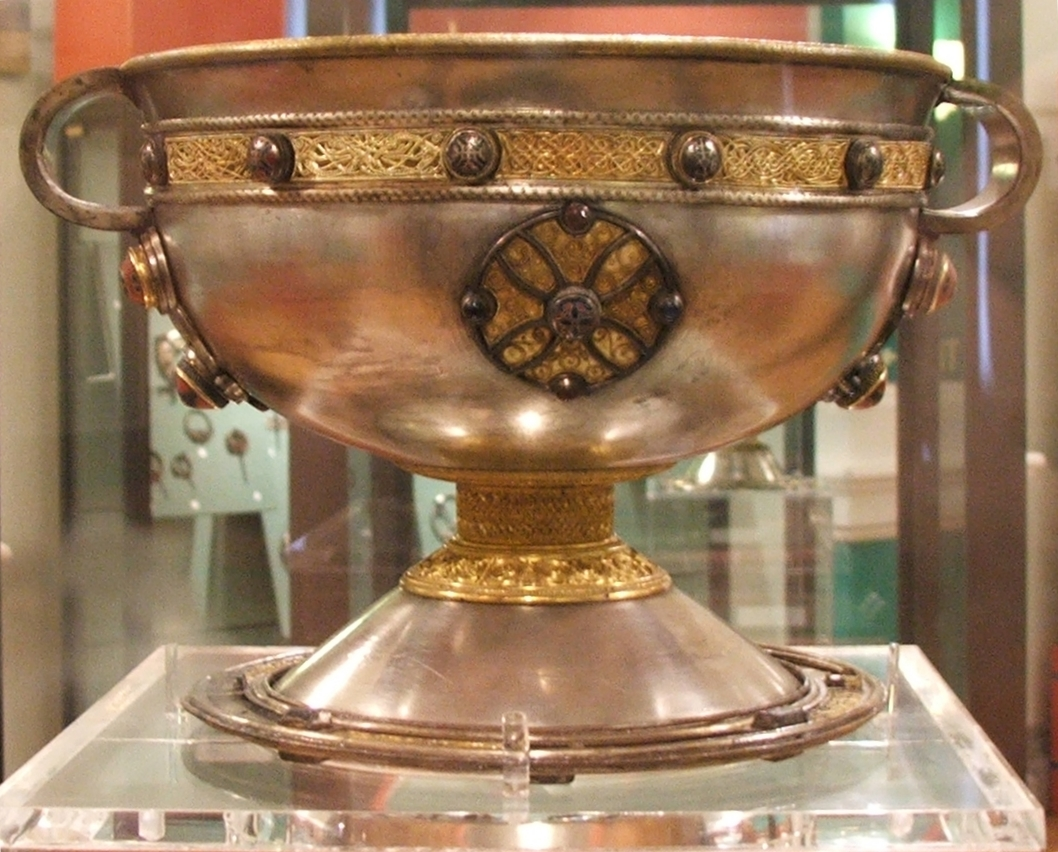
Cáliz de Ardagh,[13] ca. 750.
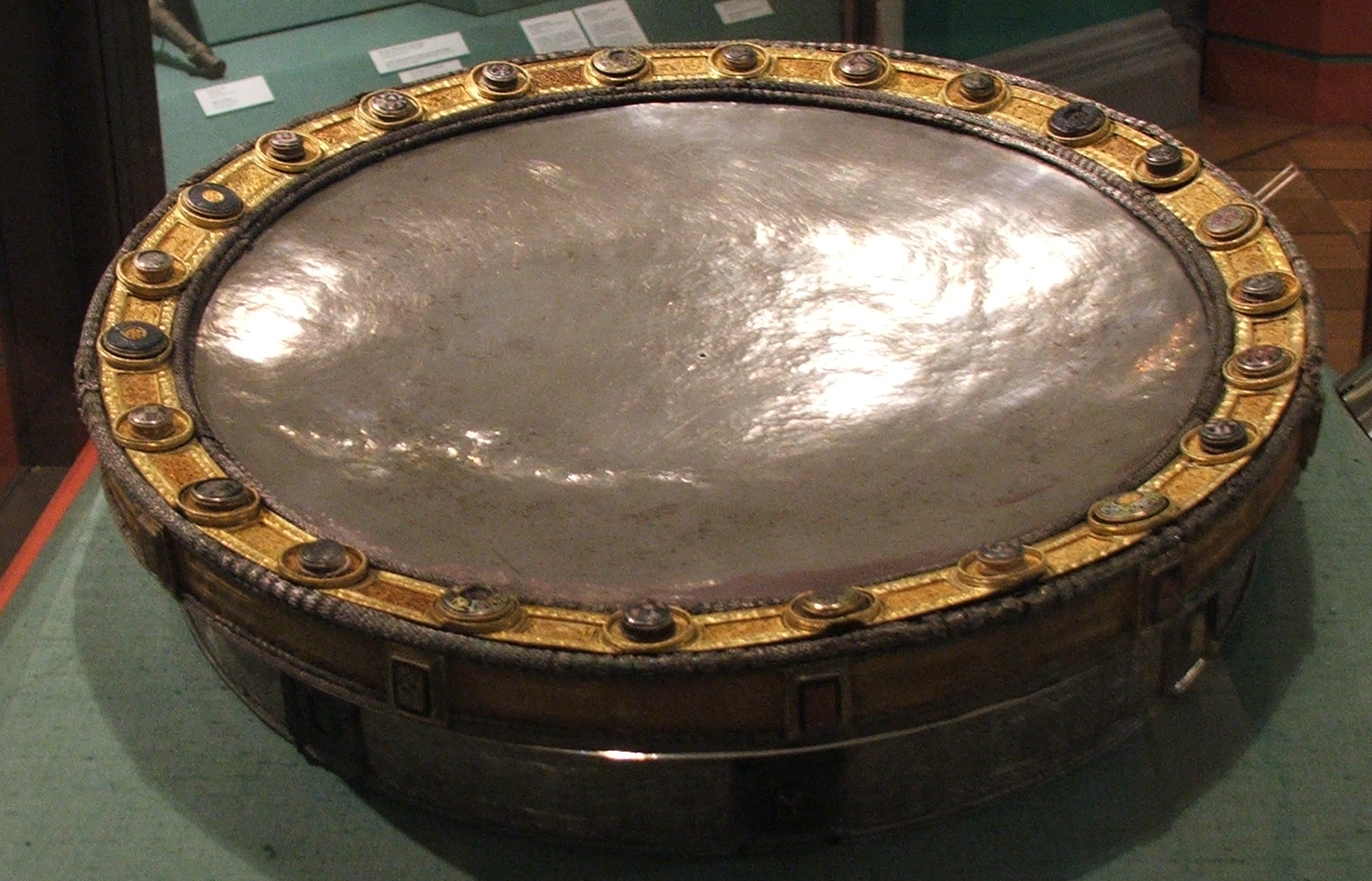
Patena del Cáliz de Derrynaflan, siglo  VIII o IX.

La arquitectura anglosajona de la época utilizaba por lo general materiales efímeros que no han permitido su conservación. Incluso los monasterios e iglesias levantados en piedra están en su mayor parte destruidos o muy alterados, siendo sólo posible su reconstrucción arqueológica.
En la arquitectura irlandesa del periodo destacan las llamadas round towers o torres irlandesas (de las que hay también ejemplos en Escocia y en la isla de Man).
Los monasterios, autosuficientes, se dotaban de scriptorium y de talleres metalúrgicos para satisfacer sus necesidades litúrgicas.

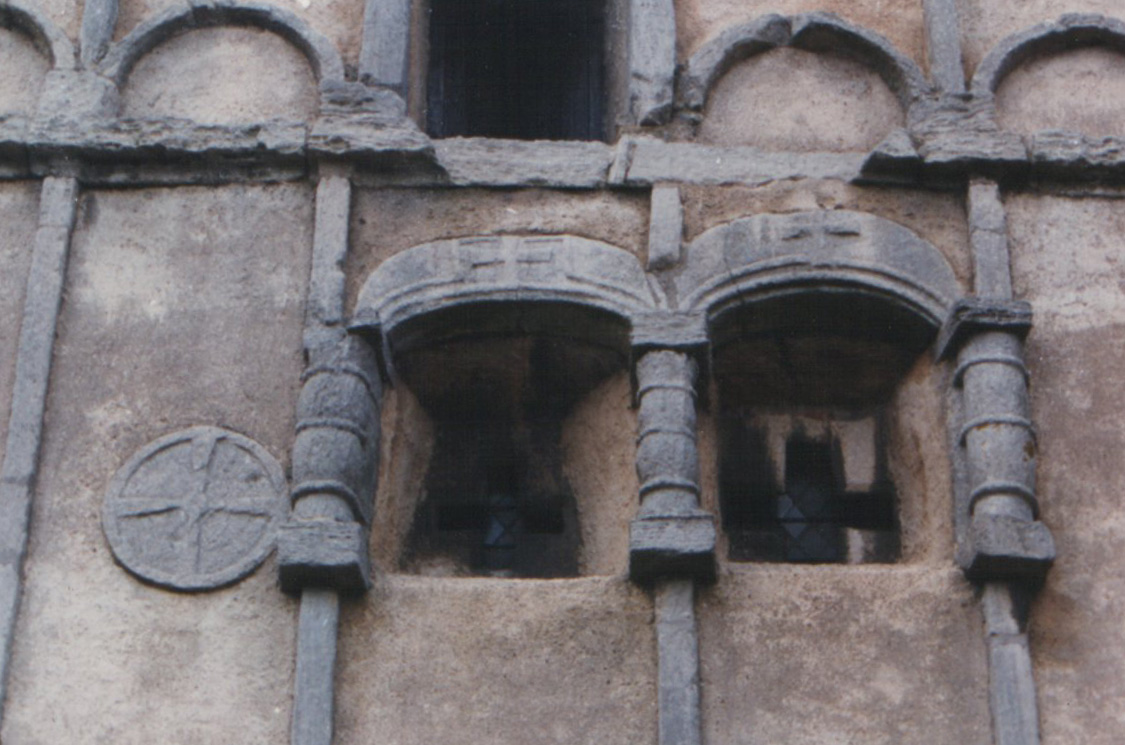
Elementos de época altomedieval en la iglesia de Todos los Santos[15] de Earls Barton.
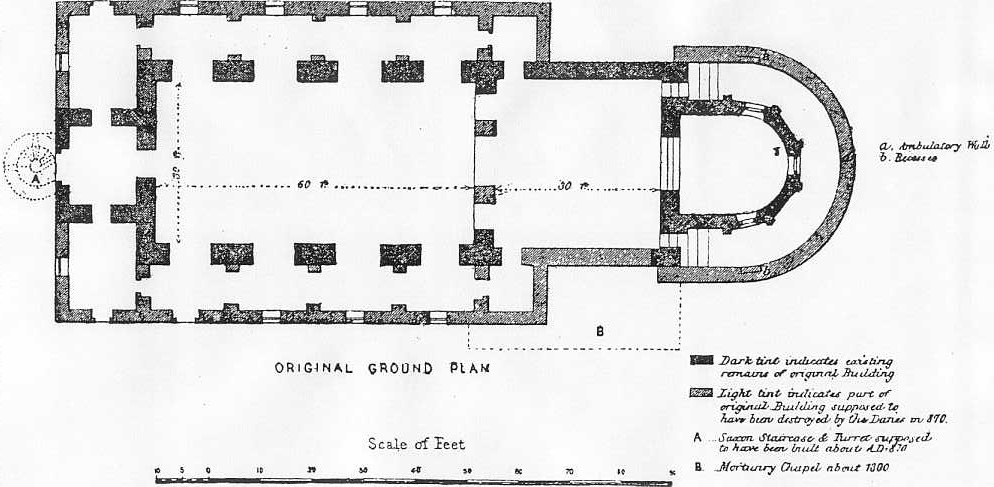
Planta basilical de la iglesia de Todos los Santos[16] de Brixworth.
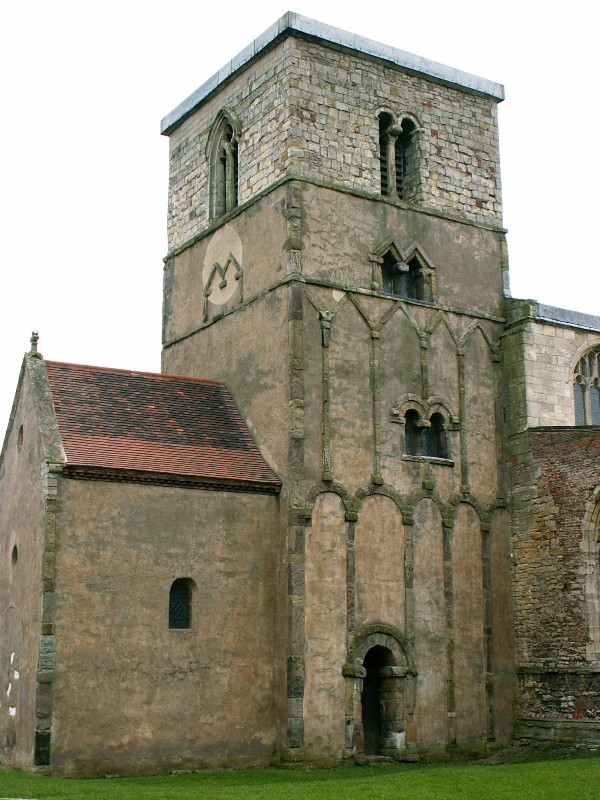
Torre de la iglesia de San Pedro de Barton-upon-Humber.
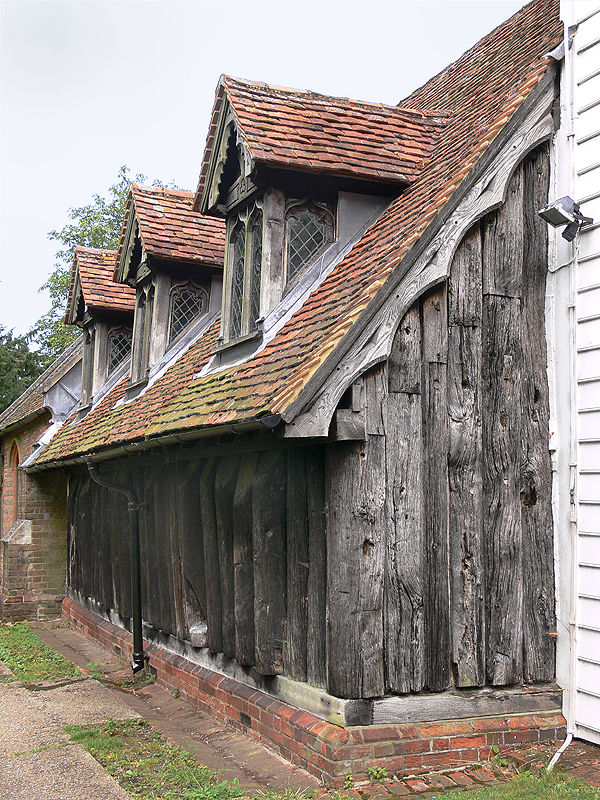
Muro norte y parte del muro occidental de la nave de la iglesia de Greensted.[19] Un pequeño vano a baja altura podría ser, bien un espacio para situar la pila del agua bendita, bien un leper's squint ("hagioscopio[20] de los leprosos").
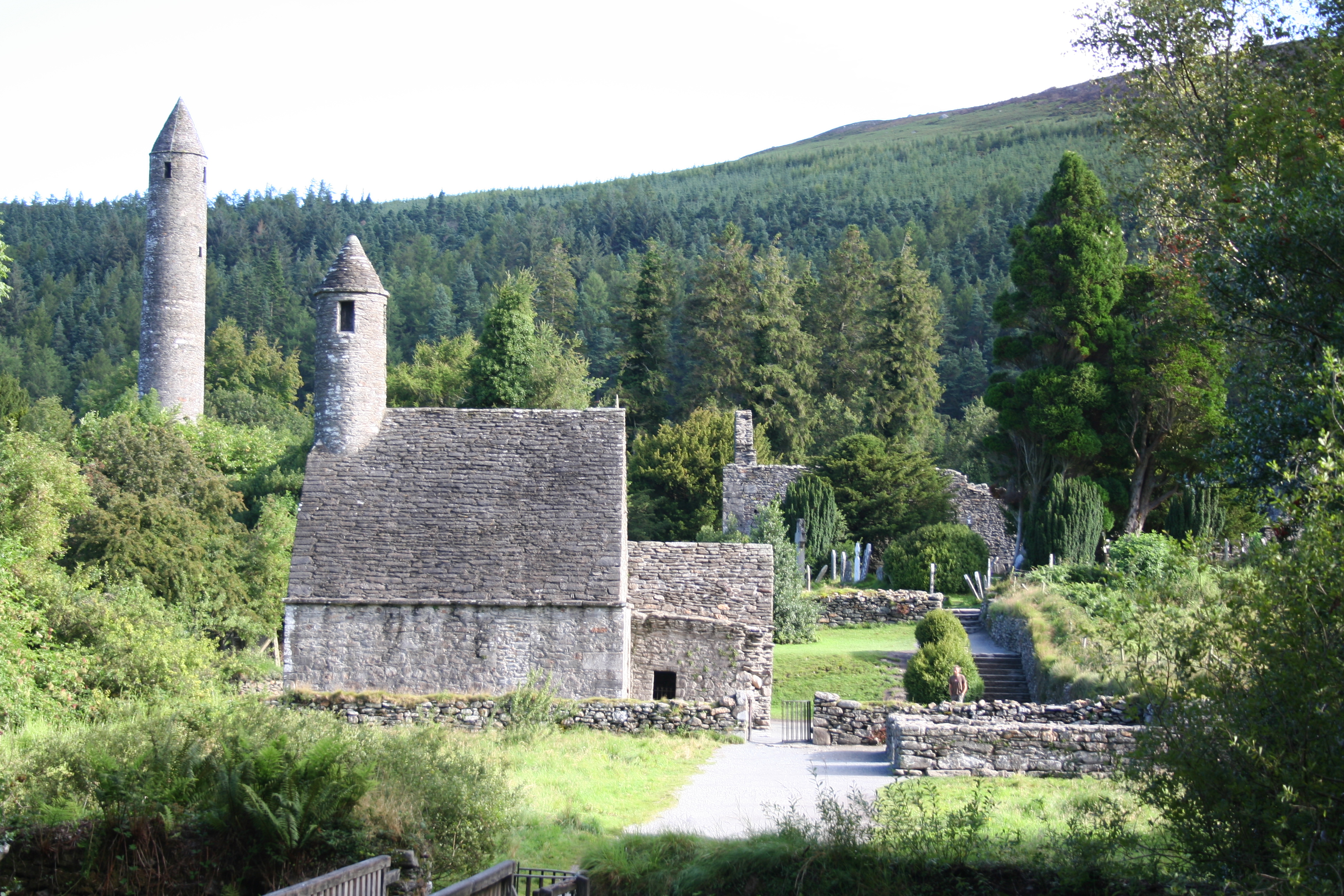
Complejo monástico de Glendalough.

Además de en los numerosos códices primorosamente iluminados (Libro de Kells, Codex Amiatinus, Evangeliario de Lindisfarne, Libro de Durrow, Beda de San Pertersburgo, Evangeliario de Echternach, Evangeliario de Durham), la mayor parte del arte hiberno-sajón se ha conservado en orfebrería (broche de Tara, relicario Monymusk, cáliz Ardagh, cáliz de Derrynaflan) y en grabados en piedra, especialmente en las "cruces altas" (high cross, como las cruces de Aberlemno, de Muiredach, de Ruthwell, de Kildalton, de Dysert, de Clonmacnoise, de Ahenny, de Bealin, o las de San Juan y San Martín de la abadía de Iona).

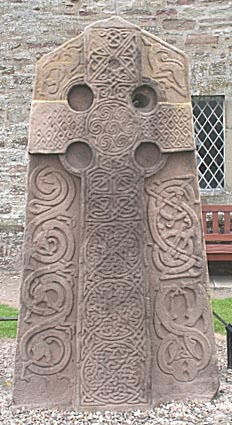
Cruz de Aberlemno.
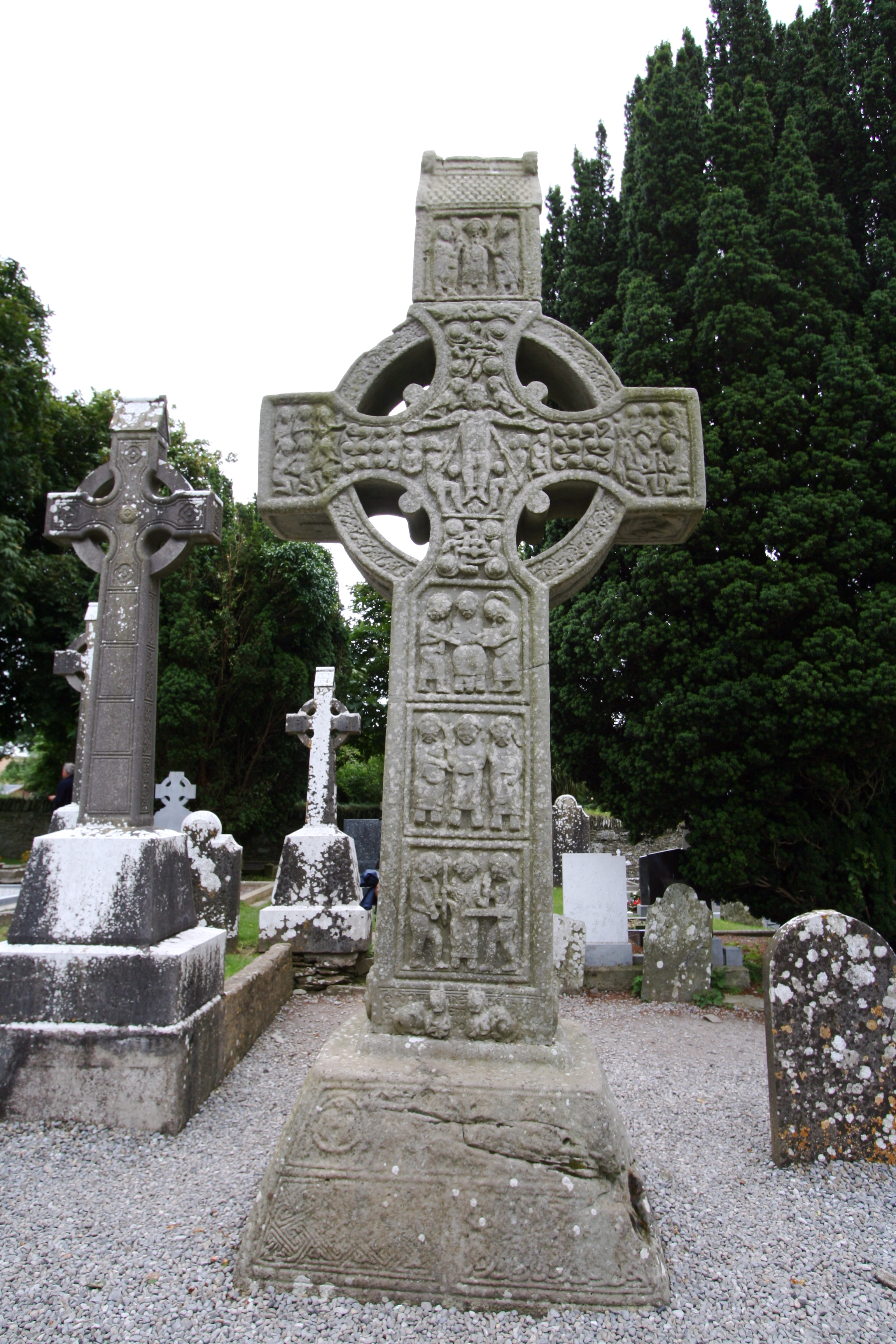
Cruz de Muiredach en Monasterboice.
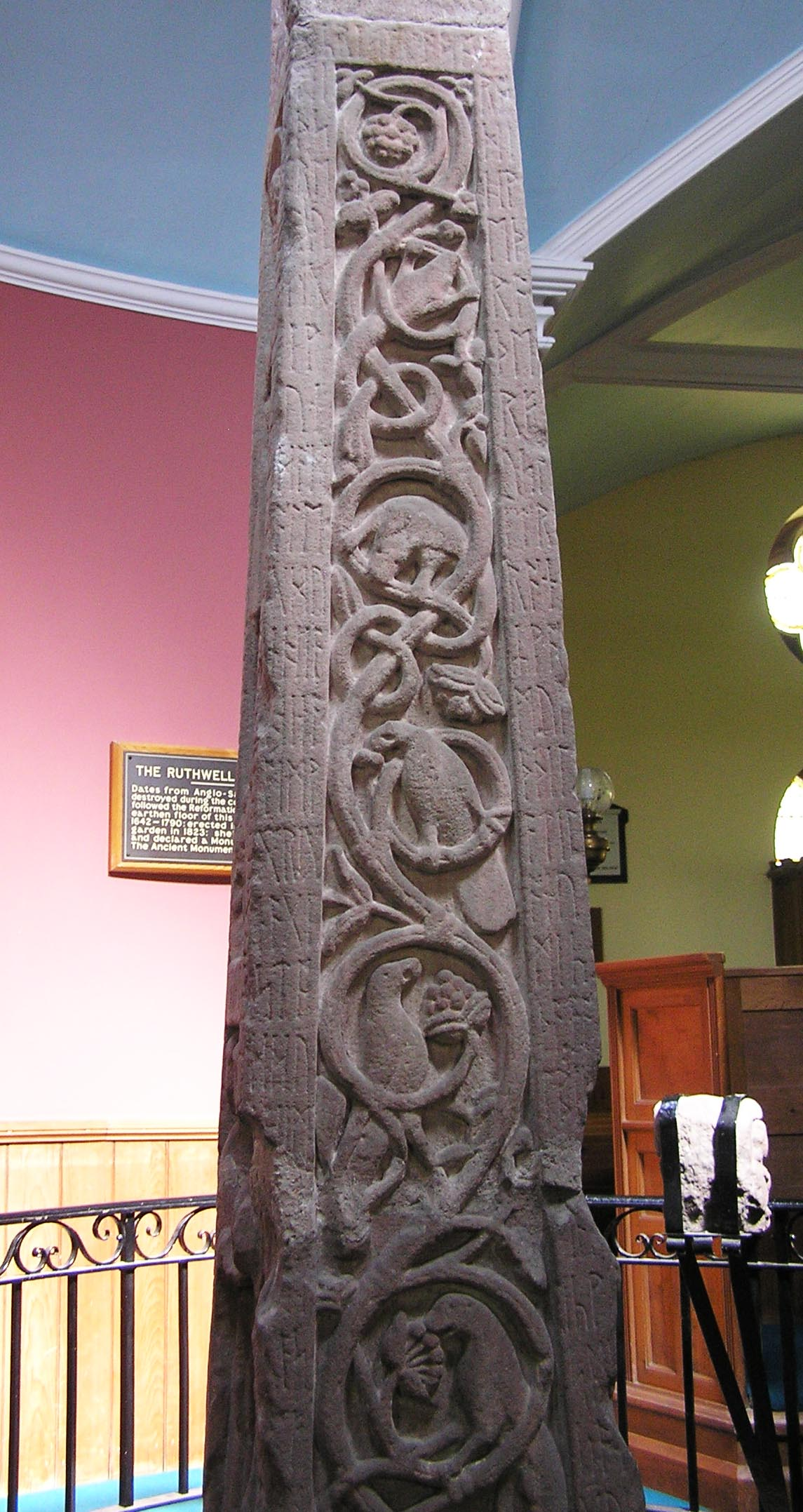
Detalle de la Cruz de Ruthwell.
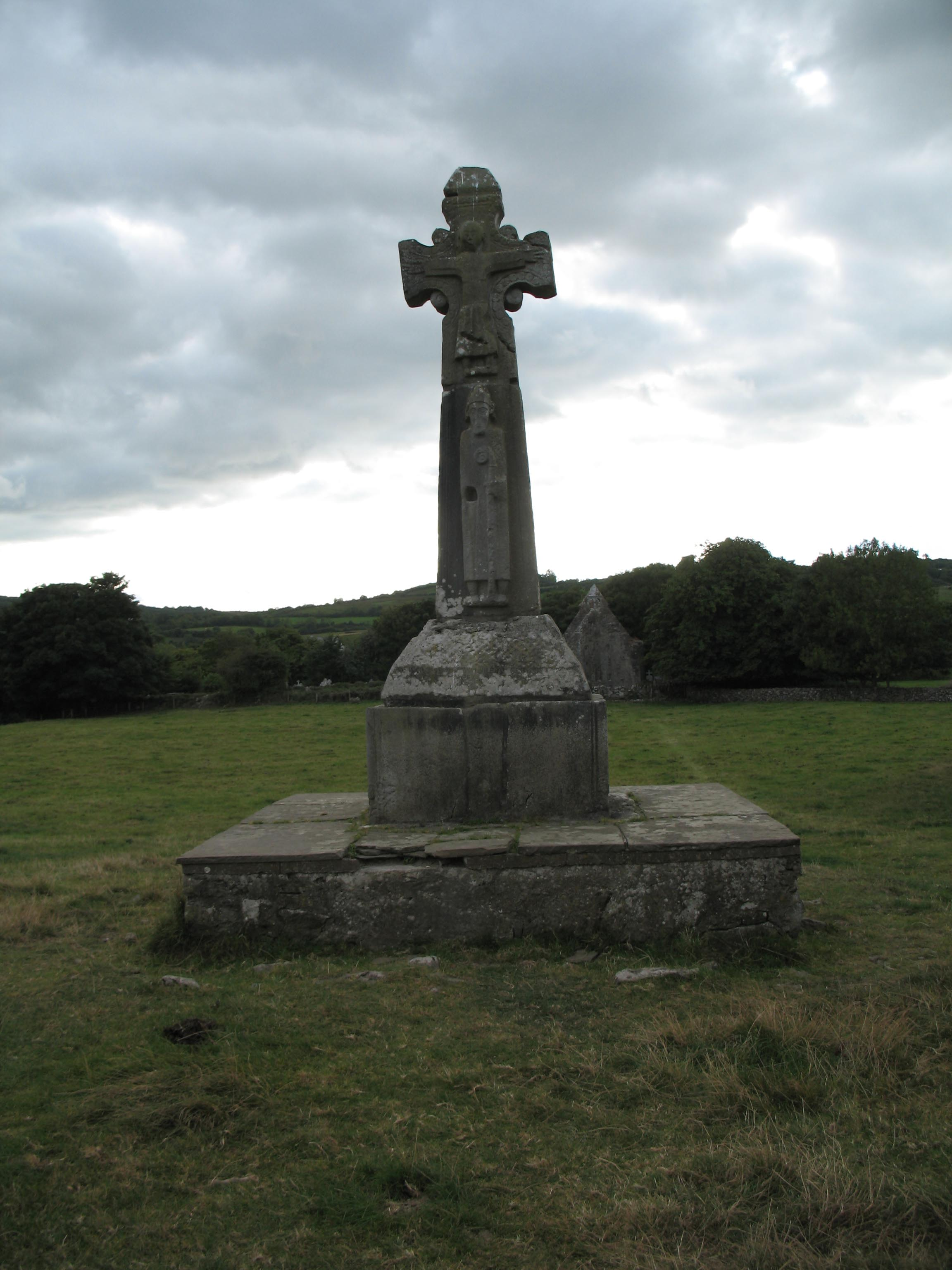
Cruz de San Tola o de Dysert.
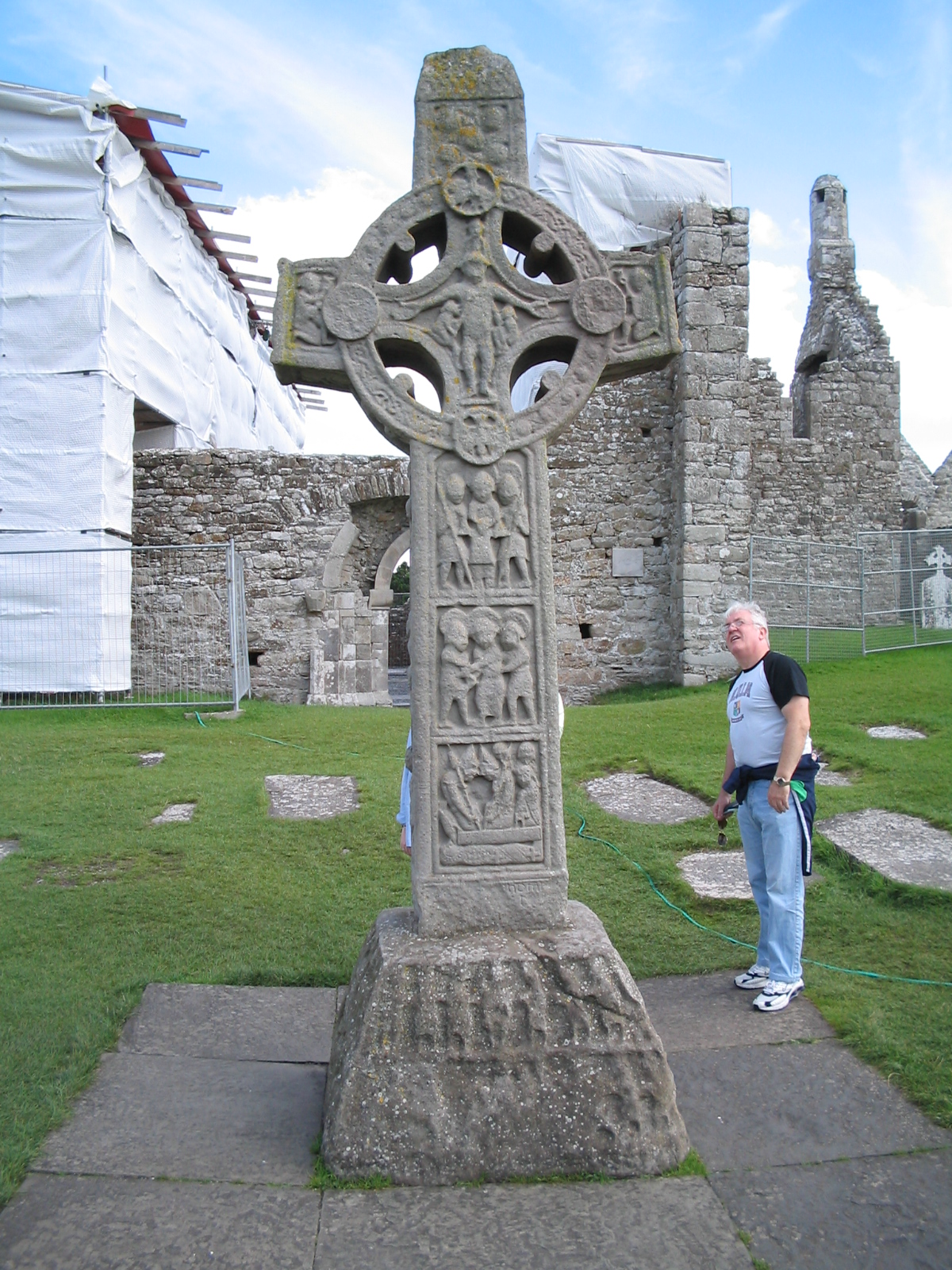
Cruz de Clonmacnoise o de las Escrituras.
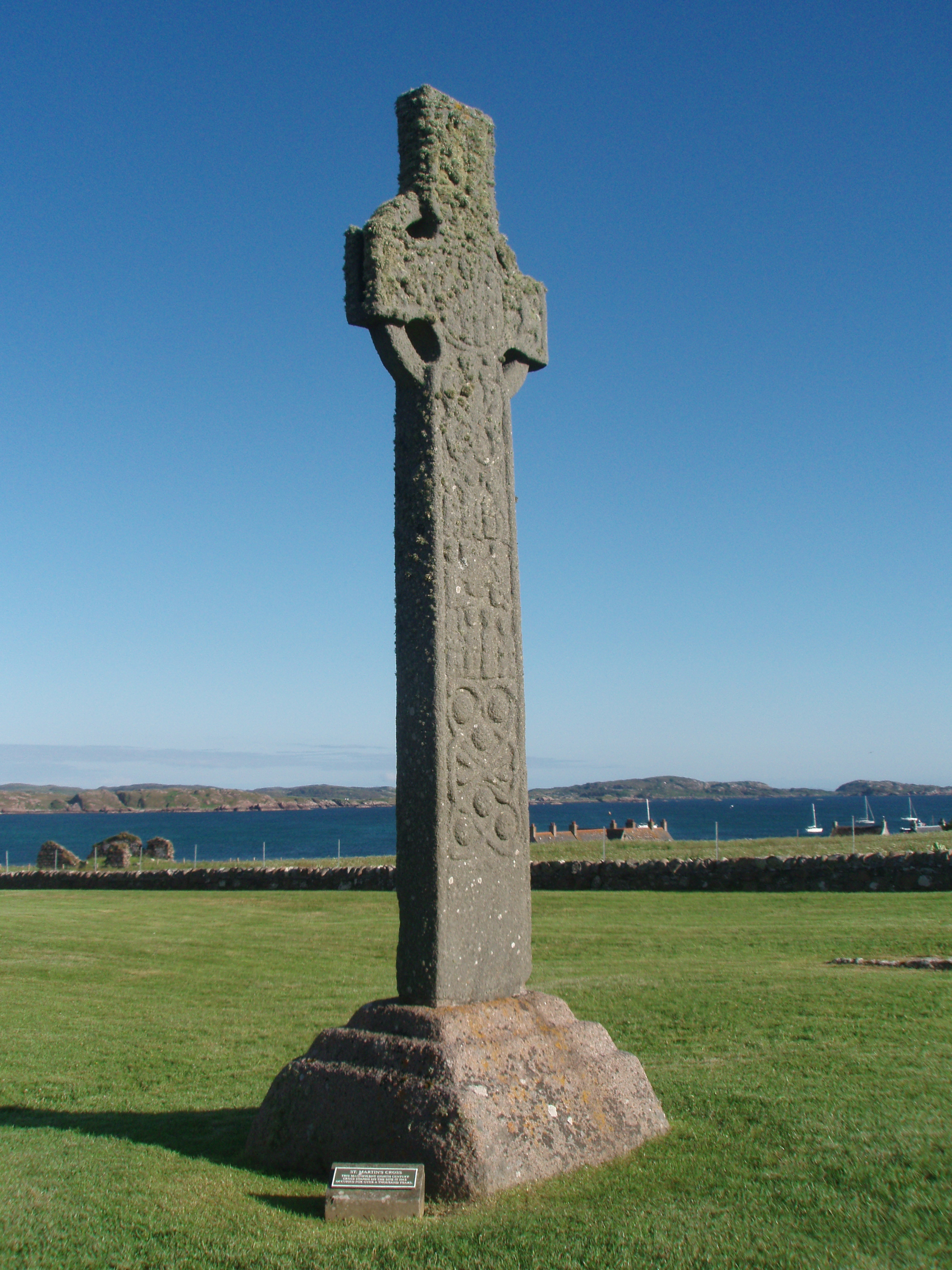
Cruz de San Martín en Iona.

Las superficies se decoran profusamente (horror vacui) con tramas intrincadas (nudo celta), que no intentan dar impresión de profundidad o volumen. En los manuscritos son características las páginas-tapiz, las capitulares historiadas (una invención "insular"), los cánones eusebianos y las miniaturas figurativas (como las representaciones de los evangelistas).

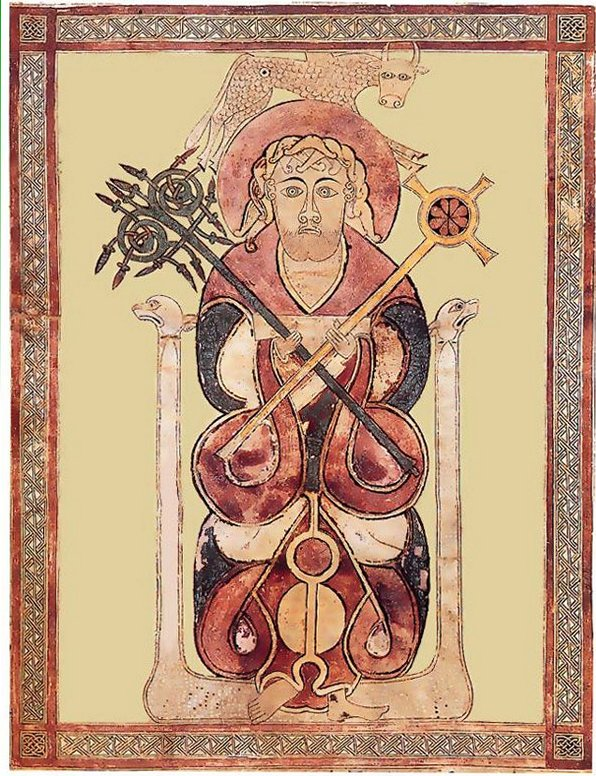
Evangeliario de Lichfield, siglo VIII.
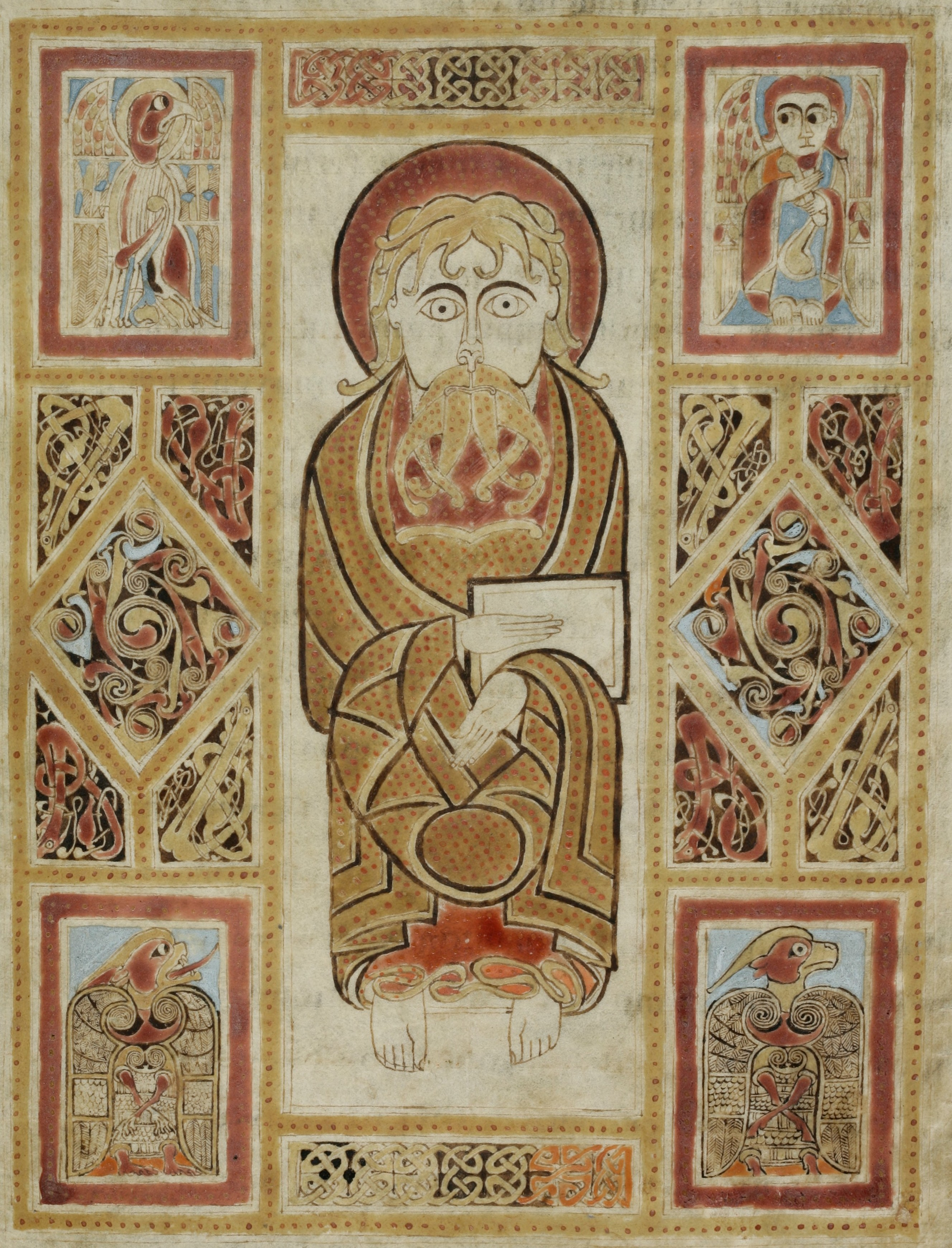
Codex Sangallensis 51 de la biblioteca de la abadía de Saint Gall,[32] siglo VIII.
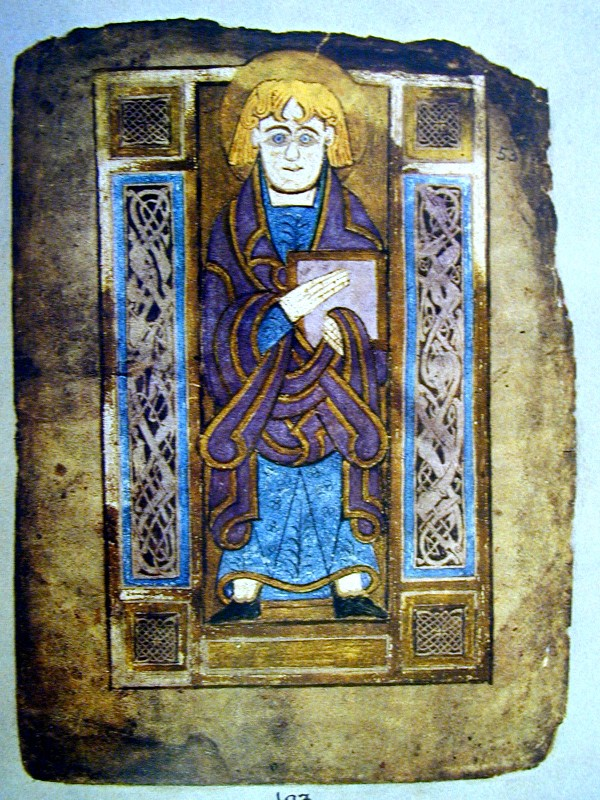
San Juan en el Libro de Mulling.
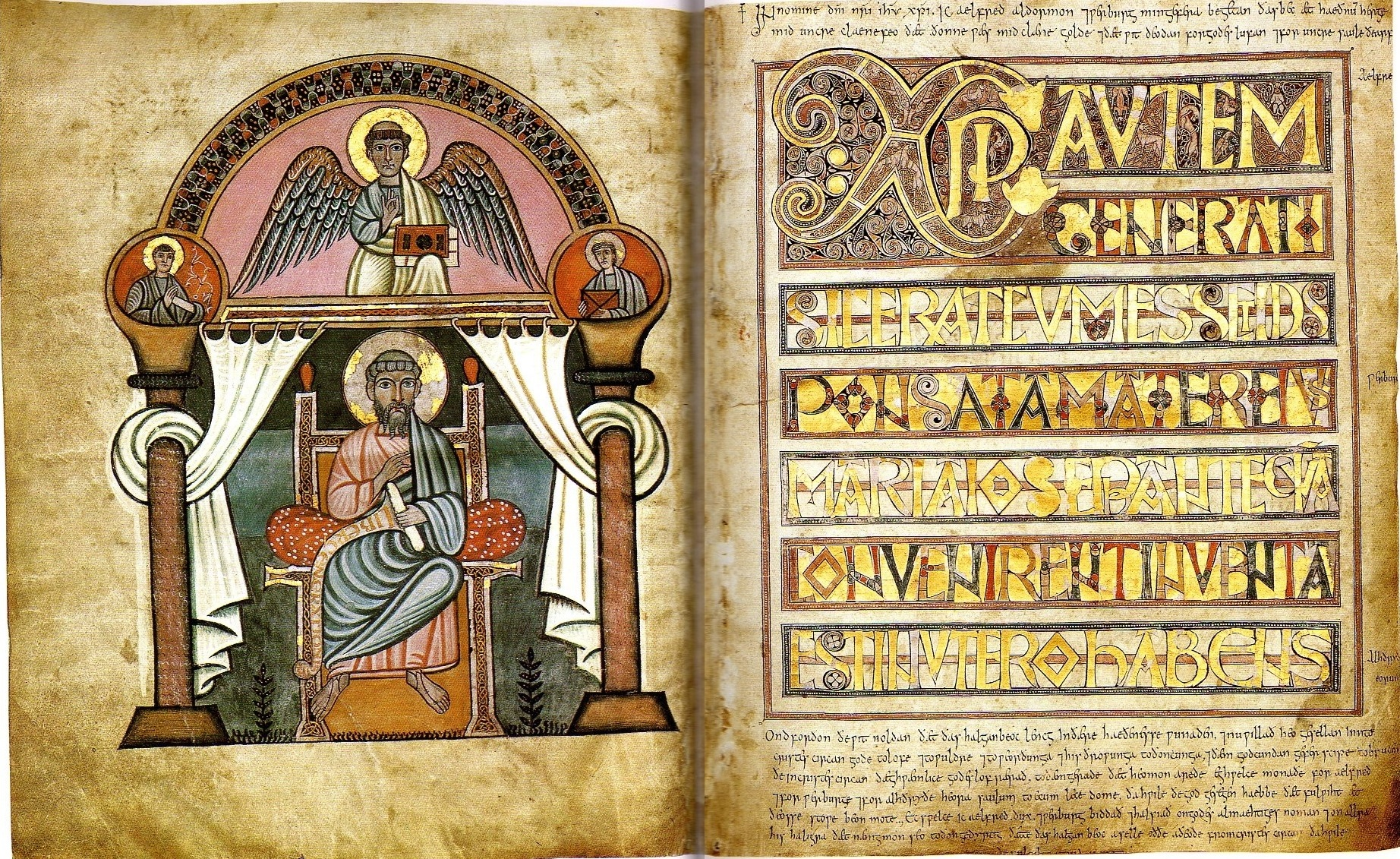
Codex Aureus de Estocolmo o de Canterbury,[34] con la representación de San Mateo y el texto de su Evangelio (1:18). Procede de Southumbria[35] (norte de Mercia) a mediados del siglo VIII.

La decoración, densa, compleja e imaginativa, tomó elementos de varios estilos anteriores. El arte celta primitivo conocido como estilo final de La Tène aportó las espirales, los trisqueles, los círculos y otros motivos geométricos; el "estilo animal" (animal style) provenía de los pueblos germánicos y otros eurasiáticos (también en el arte celta eran habituales los remates con forma de cabezas de animales). El entrelazado tenía todo tipo de precedentes, incluidos los mosaicos romanos y el arte copto, aunque el arte hiberno-sajón lo llevó a niveles de sofisticación nunca antes alcanzados.

## Culminación y continuidad
El periodo más destacado del estilo llegó a su fin con la destrucción de los centros monásticos y de la vida aristocrática que trajeron consigo las incursiones vikingas de finales del siglo VIII, como se comprueba por la interrupción de los trabajos del Libro de Kells. No volvieron a producirse evangeliarios tan profusamente iluminados como los de la época precedente.
A partir del siglo X, la historiografía prefiere el uso de la etiqueta "arte anglosajón" para Inglaterra, mientras que para Irlanda se mantienen el uso de las etiquetas "insular" o "hiberno-sajón", al continuar las características del estilo hasta el siglo XII, ya en el contexto del románico.

## Localización y difusión
Irlanda, Escocia y Northumbria (el norte de Inglaterra) fueron los centros artísticos más importantes, aunque también hubo producción artística en el sur de Inglaterra y Gales (Salterio Ricemarch, galés en origen, y el mucho más temprano Evangeliario Hereford, también galés). El Libro de Deer, del siglo X, que es el más temprano ejemplo escrito de gaélico escocés, es un producto de "arte insular" del este de Escocia.

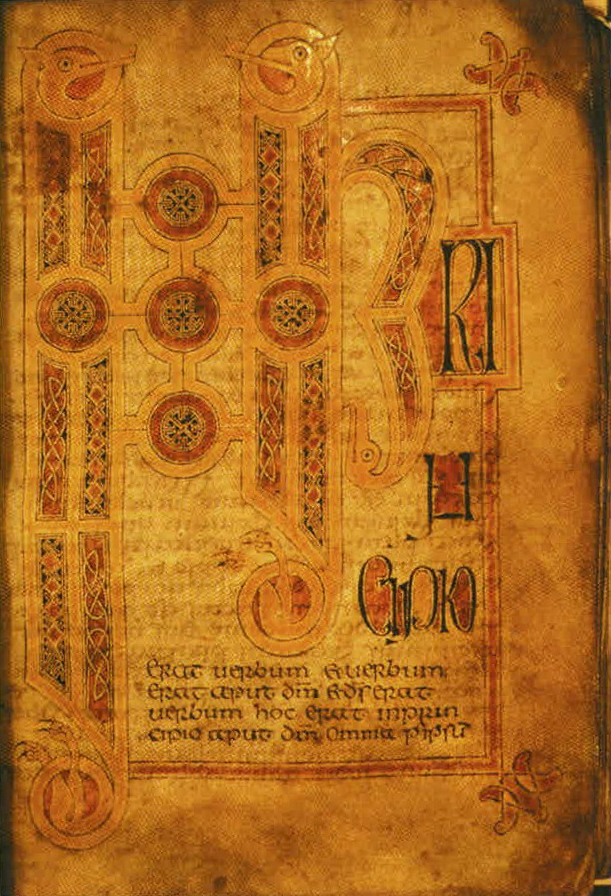
Evangelio de Juan en el Evangelario Hereford, ca. 780.
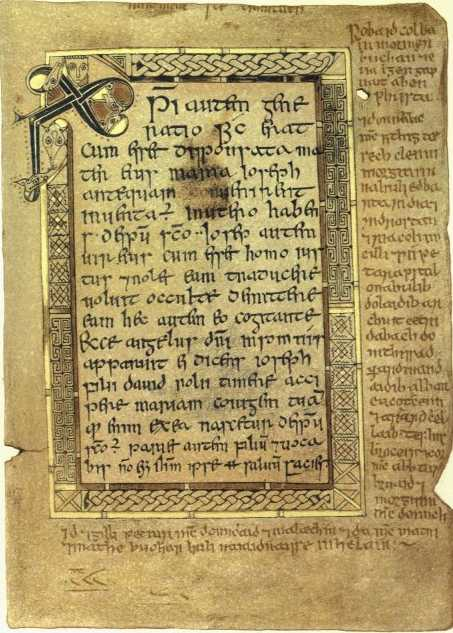
Texto de Mateo 1:18 al 21 en el folio 5r del Libro de Deer, ca. 1100. Arriba, a la izquierda, el monograma Chi Rho (Crismón). En el margen, glosas gaélicas.

En Europa continental, especialmente en el reino franco, los centros monásticos fundados por los monjes misioneros irlandeses y escoceses extendieron una influencia estética de este estilo, que se reconoce en elementos decorativos de manuscritos carolingios, románicos e incluso góticos.

## La expresión "arte insular"
La expresión "arte insular" (insular art), además de su referencia geográfica genérica a las islas británicas (no solo a las dos mayores del archipiélago, sino especial y concretamente a ciertas pequeñas islas septentrionales cercanas a la costa de Gran Bretaña, como Iona o Lindisfarne), evoca el aislamiento y la marginalidad geográfica (que no cultural) en que se desarrolla este original estilo de tan marcada personalidad. También tiene la virtud de evitar el british, que en Irlanda es altamente problemático, y de no presuponer el origen geográfico del estilo, tema fuertemente debatido.
Parece derivarse del concepto "escritura insular" (insular script), expresión usada desde 1908, y ambas parecen ser un paralelo del concepto lingüístico "lenguas celtas insulares". Su uso es relativamente reciente, desde los años 1970.

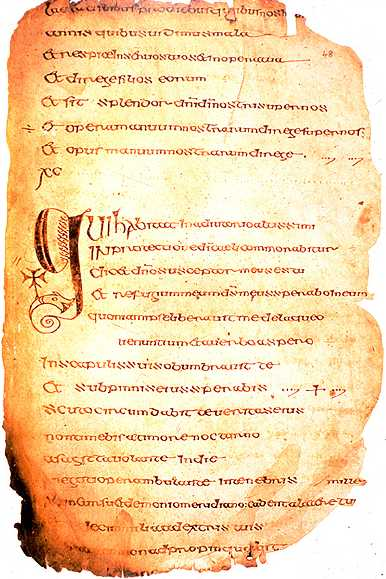
Cathach de San Columba,[51] siglo VII.
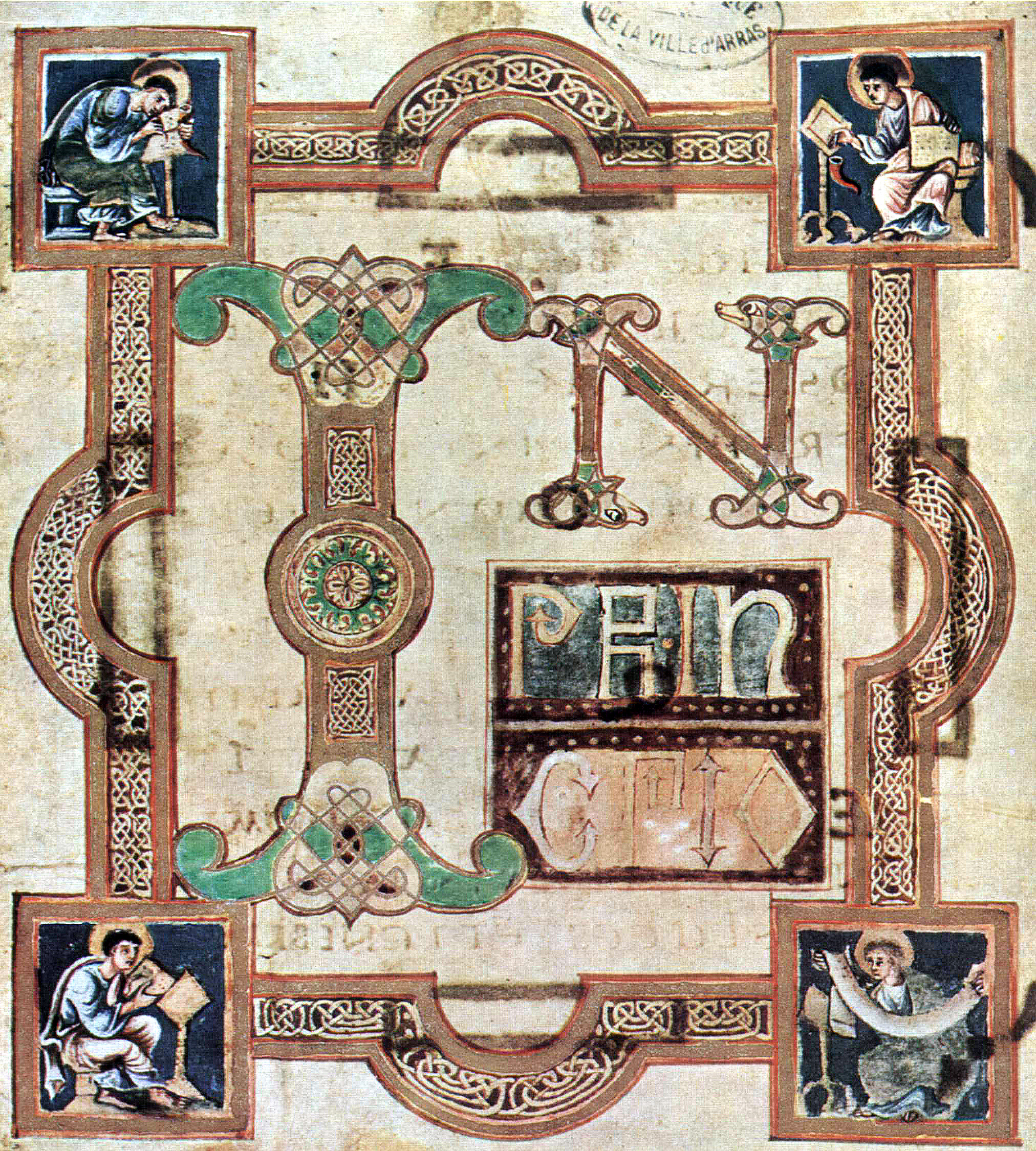
Incipit carolingio del siglo IX, que combina decoración hiberno-sajona con representaciones clasicistas de los evangelistas.
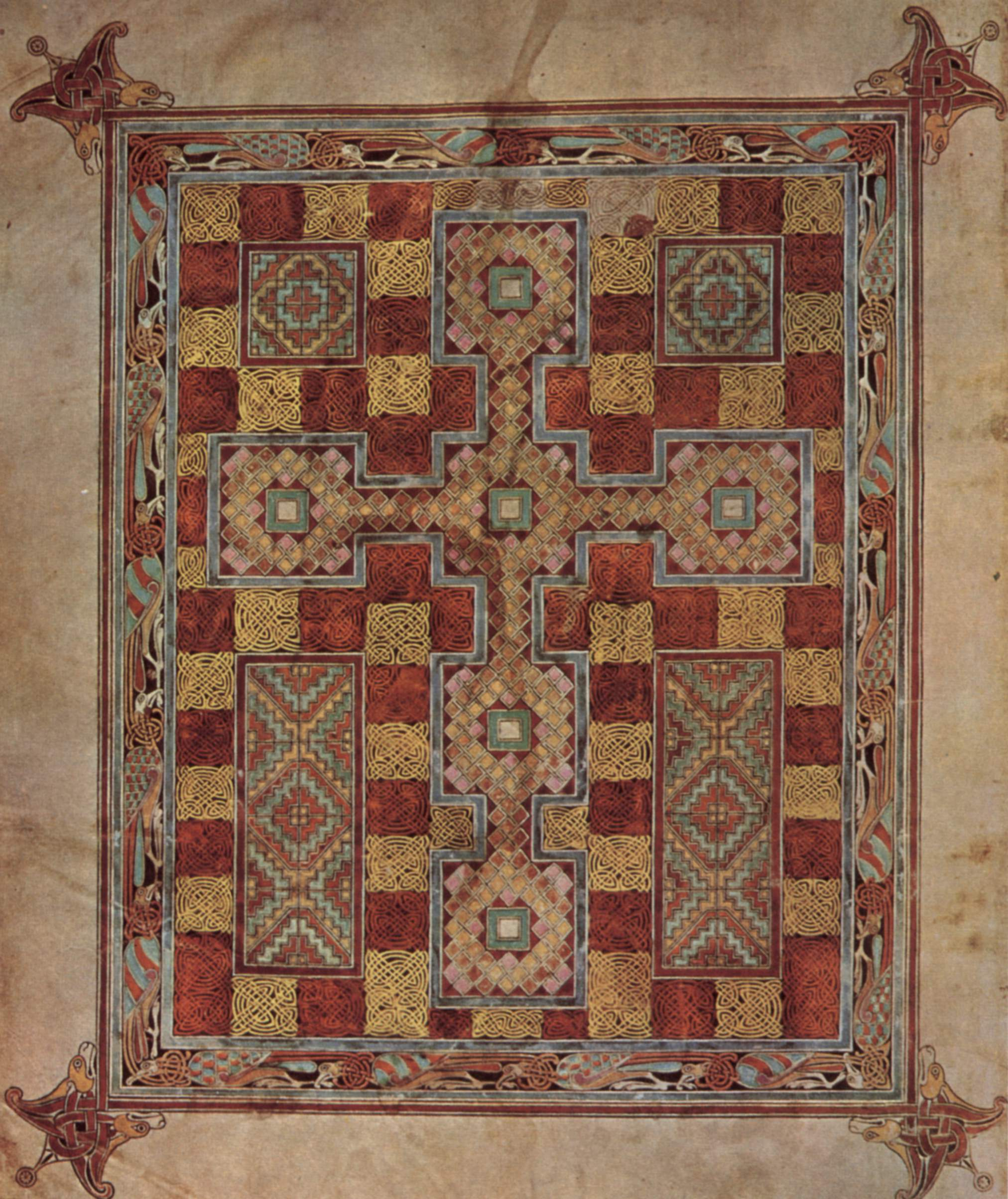
Página-tapiz del Evangeliario de Lindisfarne.
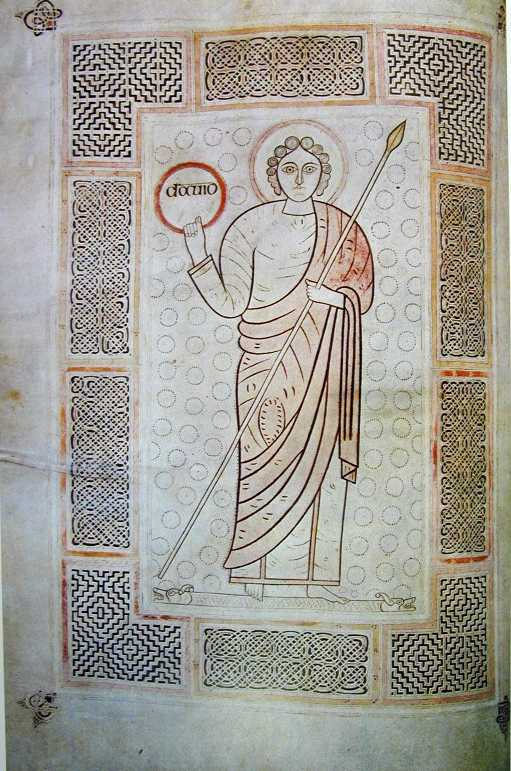
David en el Casiodoro Durham,[52] comienzos del siglo VIII.
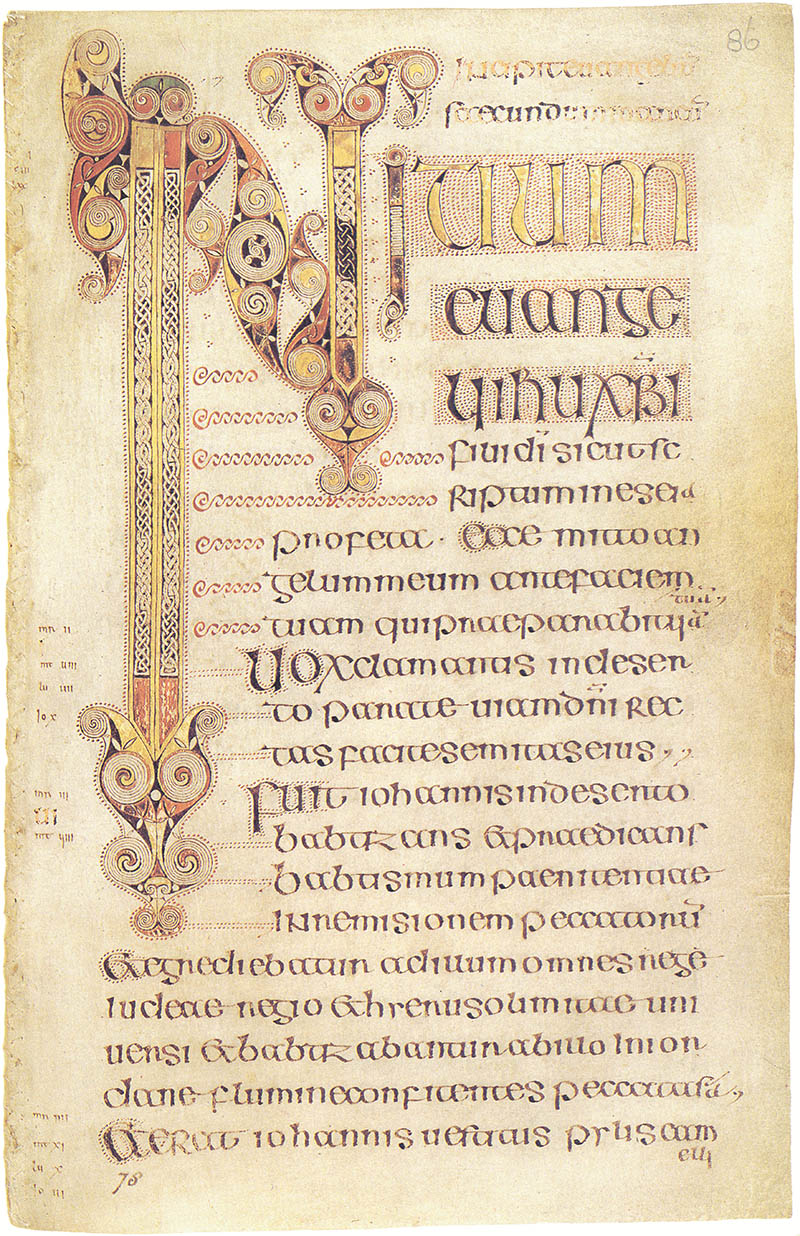
El comienzo del Evangelio de Marcos en el Libro de Durrow.
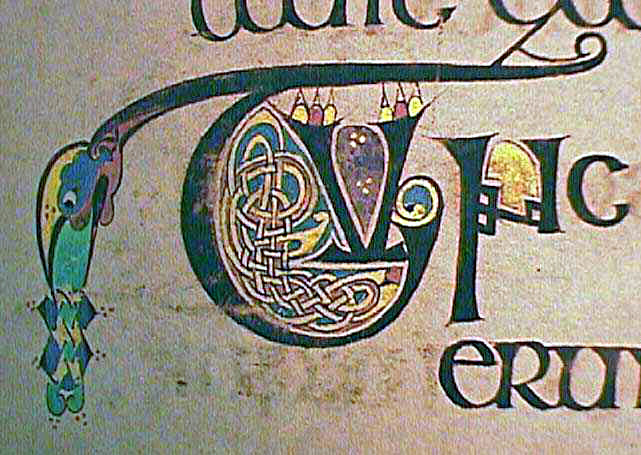
Una de las cientos de letras capitulares del Libro de Kells.